# Heidenkopf (Heraldik)
Der Heidenkopf ist in der Heraldik eine gemeine Figur. Dargestellt wird das Brustbild eines bärtigen Heiden, der eine Zipfelmütze trägt. Nachweisbar ist das Wappenbild seit 1707 im Wappen der Stadt Heidenheim in Württemberg. In der Zeit von 1705 bis 1803 war der Heidenkopf im württembergischen Gesamtwappen. Aufgenommen wurde es im Zusammenhang mit dem 1448 erfolgten Kauf von Heidenheim durch die Grafen von Helfenstein.
Meist beinhaltet die Figur einen Hut, der häufig genauer als Spitzhut oder Heidenhut bezeichnet werden kann. 

## Beispiele

Heidenheim an der Brenz
Heidenheim (Mittelfranken)
Stockheim (Oberfranken)
Mitwitz
Nordhalben
Traitsching
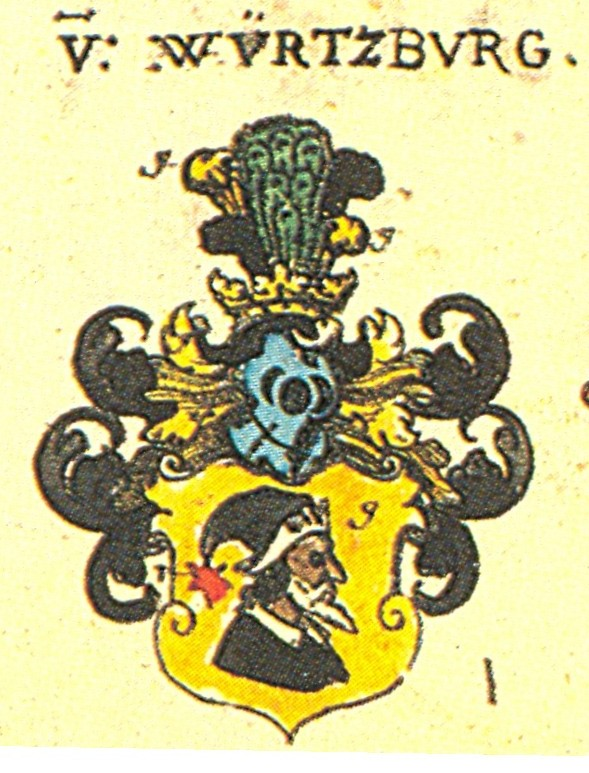
Würtzburg (Adelsgeschlecht)